# Embleem van Iran

Het Embleem van Iran (ratio 4:7)

Embleem van Iran voor de revolutie in 1979 (ratio 4:7)

Het staatssymbool of embleem van Iran (نشان رسمی ایران) is sinds de Iraanse Revolutie een gestileerde vorm van het woord Allah (God) in het Perzisch-Arabische schrift. Het embleem van Iran staat ook in de vlag van Iran.
Het embleem wordt gevormd door vier sikkel manen en een zwaard. De vier sikkel manen vormen samen het woord Allah. De vijf delen symboliseren de principes van de islam. Boven het zwaard staat een shadda: in het Arabisch wordt dit gebruikt om een letter te verdubbelen. De vorm van het embleem moet een tulp voorstellen. In Iran is het een traditie dat op het graf van een soldaat die voor het vaderland gestorven is, een rode tulp zal groeien.  
Het embleem is ontworpen door Hamid Nadimi en werd op 9 mei 1980 officieel erkend door ayatollah Ruhollah Khomeini. 
Afghanistan · Armenië · Azerbeidzjan · Bahrein · Bangladesh · Bhutan · Brunei · Cambodja · China: Volksrepubliek / Republiek (Taiwan) · Cyprus · Filipijnen · Georgië · India · Indonesië · Irak · Iran · Israël · Japan · Jemen · Jordanië · Kazachstan · Kirgizië · Koeweit · Laos · Libanon · Malediven · Maleisië · Mongolië · Myanmar · Nepal · Noord-Korea · Oezbekistan · Oman · Oost-Timor · Pakistan · Palestina · Qatar · Rusland · Saoedi-Arabië · Singapore · Sri Lanka · Syrië · Tadzjikistan · Thailand · Turkmenistan · Turkije · Verenigde Arabische Emiraten · Vietnam · Zuid-Korea

Afhankelijke gebieden: Hongkong · Macau

Betwiste gebieden: Noord-Cyprus